# George E. Lounsbury

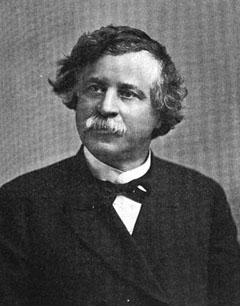
George E. Lounsbury

George Edward Lounsbury (* 7. Mai 1838 in Pound Ridge, Westchester County, New York; † 16. August 1904 in Ridgefield, Connecticut) war ein US-amerikanischer Politiker und von 1899 bis 1901 Gouverneur des US-Bundesstaates Connecticut. Er war Mitglied der Republikanischen Partei.

## Frühe Jahre und politischer Aufstieg
George Lounsbury graduierte 1863 an der Yale University und 1866 an der Berkeley Divinity School in Middletown, Connecticut. Ferner tat er sich mit seinem Bruder Phineas bei zwei erfolgreichen Schuhfabriken, der Lounsbury Brothers Inc., sowie der Lounsbury, Matthewson and Company, zusammen. Lounsbury war auch als Episkopalpastor tätig, gab aber sein Pfarramt auf, als er eine Kehlkopfinfektion bekam. Er entschloss sich 1894 eine politische Laufbahn einzuschlagen und kandidierte für einen Sitz im Senat von Connecticut, wo er nach erfolgreicher Wahl bis 1898 verblieb.

## Gouverneur von Connecticut
Lounsbury gewann 1898 die Gouverneursnominierung der Republikaner und wurde kurz darauf zum Gouverneur von Connecticut gewählt. Während seiner Amtszeit legte er Vetos bezüglich einiger Gesetzesvorlagen ein, was zu einer Absenkung des Staatsdefizits half. Eins von diesen Gesetzen hätte das schulfinanzierte Kommissargehalt erhöht und ein anderes die Besteuerung auf Eisenbahnen gekürzt. Die Legislative unterstützte den Gouverneur bei all seinen Vetos. Am 9. Januar 1901 verließ Lounsbury sein Amt und zog sich auch aus dem öffentlichen Dienst zurück.
George E. Lounsbury verstarb am 16. August 1904 und wurde in Ridgefield beigesetzt. Er war mit einer Frances Josephine Potwin verheiratet. Sein Bruder Phineas war ebenfalls Gouverneur von Connecticut.